# Грыс, Кито
Ки́то Грыс, немецкий вариант — Христиан Грюс (н.-луж. Kito Grys; нем. Christian Grüss  (Grüß), 10 мая 1766 года, деревня Гайнк, Лужица — 26 февраля 1855 года, деревня Жилов (Sielow), Лужица) — нижнелужицкий поэт и композитор. Написал многочисленные церковные гимны на нижнелужицком языке.
Родился в семье портного в 1766 году в серболужицкой деревне Гайнк. Работал портным в родной деревне. Занимался самообразованием. Успешно сдав квалификационные экзамены на право заниматься педагогической деятельностью, работал учителем до выхода на пенсию в 1850 году.
Принимал активное участие в церковном хоре местного лютеранского прихода. Написал многочисленные гимны, которые использовались для литургического богослужения. Издал в 1769 году свои гимны отдельным сборником под названием «Wendisches Sterbeliederbüchlein».